# Філонівка (Сосницька селищна громада)
Філо́нівка (давніше хутір Шемшуків) — село в Україні, у Сосницькій селищній громаді Корюківського району Чернігівської області.
До 2020 орган місцевого самоврядування — Спаська сільська рада.

## Історія
Хутір Филимона (Філона) – батька Опанаса Шафонського, заснований в урочищі Жирогруд ( жирна земля) на початку 18 століття. 1810 р. — 34 ревізькі душі. У 1858 р. у селі налічувалося 11 дворів. За переписом 1897 р. — 20 дворів, 191 житель. У 1924 р. — 47 дворів і 238 жителів.
2014 р. — 43 жителі.
12 червня 2020 року, відповідно до розпорядження Кабінету Міністрів України № 730-р «Про визначення адміністративних центрів та затвердження територій територіальних громад Чернігівської області», увійшло до складу Сосницької селищної громади.
19 липня 2020 року, в результаті адміністративно-територіальної реформи та ліквідації Сосницького району, увійшло до складу Корюківського району Чернігівської області.

## Населення

### Мова
Розподіл населення за рідною мовою за даними перепису 2001 року:
| Мова       | Кількість | Відсоток |
| ---------- | --------- | -------- |
| українська | 68        | 94.44%   |
| російська  | 4         | 5.56%    |
| Усього     | 72        | 100%     |